# Opel 25/55 PS
 (septembre 2024).
L’Opel 25/55 PS est une voiture de la catégorie luxueuse construite par Adam Opel KG de 1913 à 1916 pour succéder au modèle 24/50 PS.

## Historique et technologie
Le moteur était un moteur quatre cylindres d’une cylindrée de 6 514 cm³. Il produisait 62,5 ch (46 kW) à 1 400 tr/min. Le moteur à commande latérale était refroidi par eau et une pompe centrifuge assurait la circulation du liquide de refroidissement. La puissance du moteur était transmise à l’essieu arrière via un embrayage à cône en cuir, une boîte de vitesses manuelle à quatre vitesses et un arbre à cardan à bain d’huile (arbre sec sur le modèle précédent). La vitesse maximale de la voiture était de 90 km/h.
Les deux essieux rigides étaient suspendus au cadre, constitué de profilés en U en tôle en acier, par des ressorts à lames trois quarts elliptiques. Le frein de service agissait sur l’arbre de sortie de la transmission. Le frein à main a été conçu comme un frein à tambours agissant sur les roues arrière.
Il y avait deux styles de carrosserie, une limousine Pullman quatre portes et un landaulet. Sur demande, elle était également livrée sous forme de torpédo.
En 1916, la construction de la 25/55 PS est arrêtée. Le modèle 21/55 PS, construit à partir de 1919, peut être considéré comme sa successeur, même si son moteur avait une cylindrée nettement inférieure.